# 수마트라 바브
수마트라, 수마트라 바브 또는 타이거 바브(tiger barb)는 잉어목 잉어과의 열대 물고기이다. 인도네시아와 보르네오섬 근처 바다에 서식한다. 이 동물은 크기가 작고 활발하여 관상어로 많이 키운다.